# ساسكاتون

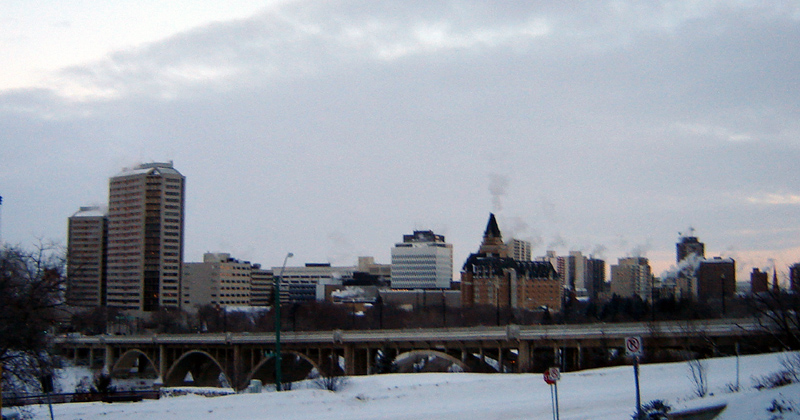
مركز المدينة، ساسكاتون

ساسكاتون (بالإنجليزية: Saskatoon)‏ هي مدينة في وسط مقاطعة ساسكاتشوان في كندا.
عدد سكان مدينة ساسكاتون يسبق عدد سكان العاصمة ريجاينا، وهو الأكثر في مقاطعة ساسكاتشوان، حيث بلغ عدد السكان عام 2006 بنحو 202,340 نسمة.

## المناخ
يظهر الجدول التالي التغييرات المناخية على مدار السنة لساسكاتون:
| البيانات المناخية لـساسكاتون | البيانات المناخية لـساسكاتون | البيانات المناخية لـساسكاتون | البيانات المناخية لـساسكاتون | البيانات المناخية لـساسكاتون | البيانات المناخية لـساسكاتون | البيانات المناخية لـساسكاتون | البيانات المناخية لـساسكاتون | البيانات المناخية لـساسكاتون | البيانات المناخية لـساسكاتون | البيانات المناخية لـساسكاتون | البيانات المناخية لـساسكاتون | البيانات المناخية لـساسكاتون | البيانات المناخية لـساسكاتون |
| الشهر                        | يناير                        | فبراير                       | مارس                         | أبريل                        | مايو                         | يونيو                        | يوليو                        | أغسطس                        | سبتمبر                       | أكتوبر                       | نوفمبر                       | ديسمبر                       | المعدل السنوي                |
| ---------------------------- | ---------------------------- | ---------------------------- | ---------------------------- | ---------------------------- | ---------------------------- | ---------------------------- | ---------------------------- | ---------------------------- | ---------------------------- | ---------------------------- | ---------------------------- | ---------------------------- | ---------------------------- |
| [بحاجة لمصدر]                |                              |                              |                              |                              |                              |                              |                              |                              |                              |                              |                              |                              |                              |

</ref>}}

## توأمة
لساسكاتون اتفاقيات توأمة مع كل من:
- Umeå Municipality [الإنجليزية]‏ [6]
- تشيرنوفتسي (6 يونيو 1991 - )[7]

## أعلام
- جوردون تووتووساس
- دوغ بنتلي
- ستانلي غلوفر
- رودي بايبر
- سيلفيا فيدوروك